# Gigolo Jesus
Gigolo Jesus er Jokerens andet soloudspil fra 2005. I modsætning til debutalbummet Alpha Han, der udelukkende var produceret af Ezi Cut, indeholder Gigolo Jesus produktioner fra en bred vifte af producere: Ezi Cut, Soulshock, Copenhaniacs, Mass, Sidespor, Gettic og Roofraisers. Gæsteoptrædenerne på albummet omfatter Mass, Ataf, Alex, K.N.O.X., L.O.C., Niarn, Angie, Anna David, DJ Static og Pato.
Albummet solgte 17.000 eksemplarer.

## Trackliste
1. "Genopstandelsen#
2. "Rastløs"
3. "Gravøl" – Feat. L.O.C. & Niarn
4. "Den Danske Drøm" – Feat. Knox
5. "Mænds Ruin"
6. "En der elsker Dig" – Feat. Alex
7. "Nye Tider" – Feat. Ataf
8. "Godt Taget" – Feat. Mass
9. "Ik' sjovt Længere"
10. "Nogen Spørgsmål"
11. "Mavepuster" – Feat. Anna David
12. "Mit sprog Yo" – Feat. Angie
13. "Rigdom er Freedom" – Feat. DJ Static & Pato